# Kunhing
Kunhing är en kommun i Myanmar.   Den ligger i regionen Shanstaten, i den centrala delen av landet, 290 km nordost om huvudstaden Naypyidaw. Antalet invånare är 56 415.